# Мавретанський флот
Мавретанський флот (лат. Мавретанський флот) — один з провінційних флотів у складі давньоримського флоту часів Римської імперії, що діяв у I до н. е. — поч. V ст. н. е. Охороняв узбережжя провінцій Кесарейська Мавретанія, Тингитинська Мавретанія, Бетика.

## Історія
У 44 році імператор Клавдій, перетворивши царство Мавретанія на провінцію, для захисту узбережжя створив Мавретанський флот, викоремивши частину з Александрійського флоту. До середини II ст. про нього обмаль відомостей, ймовірно через спокійну ситуацію. Він використовувався для перевезення державних вантажів, чиновників тощо.
За часів імператора Антоніна Пія південні маврські племена стали активно нападати на римські провінції, також утворилися піратські флотилії. Для протидії їм Мавретанський флот було посилення та поліпшено. Остаточно реформування було завершено за часів імператора Марка Аврелія, ймовірно Гаєм Ауфідієм Вікторіном, що відбив усі напади на Бетику, а потім приборкав маврські племена. З цього часу війна з маврськими піратами час від часу поновлювалася. МАвретанський флот її в період панування імператорів Коммода, Септимія Севера та Галлієна.
Прибувши 298 року до мавретанських провінцій імператор Максиміан посилив флот, зміцнив його бази та укріплення. Мавретанський флот ймовірно існував до кінця IV ст., але якась ексадра чи флотилія знаходилася в портах Бетіки. Саме їх захопив король вандалів Гундерік, в свою чергу наступник того Гейзеріх використав кораблі для транспортування до Африки. Тоді вже в мавретанських портах не було римських військових кораблів.

## Характеристика
Головною базою була Цезарея Мавретанська. Стоянками (лат. stationes) були: Гадес, Колонія Флавія, Тінгіс, Септем, Мурти, Новий Карфаген, Бугія.
За часів династій Юліїв-Клавдіїв, Флавіїв та перших Антоніннів розглядався як допоміжний флот Мізенському. Лише з 176 року за часів імператора Марка Аврелія перетворився на самостійне військовоморське формування. Можливо деякий час відповідав навіть за узбережжя провінції Африка, але вже імператор Коммод викоремив самостійний Африканський флот.
Розмір платні рядових змінювався від 75 денаріїв на рік (за Клавдія) до 225 (за Каракалли).
В різні періоду чисельність кораблів становила 13, 20 або 40. Основою були лібурни, флагманом виступала трирема. Збергелися назви кораблі: «Августа» і «Ніл».

## Управління
Клавдій призначив на чолі флоту префекта (лат. praefectus classis) з числе вершників в статусі procuratores centenarii, що мав статки 100 тис. сестерціїв на рік. Підпорядковувався легату-пропретору провінції Британія. Інколи ці посади поєднувалися. Напочатку 70-х років імператор Веспасіан підвищив префекта флоту зі статусу sexagenarius до ducenarius.
Заступником і першим помічником префекта флоту був субпрефект. Далі йшли 2 препозити флоту, які під час великих компаній могли очолювати окреми з'єднання кораблів. Капітани кораблів називалися трієрархами (лат. trierarchus), командувачі «ескадрами» — навархами (лат. nauarchus), старший з яких називався першим навархом (лат. nauarchus princeps) навархом-архікерманичем (лат. nauarchus archigybernes). У III ст. було впроваджено посаду морського трибуна (лат. tribunus classis), який перебрав обов'язки першого наварха. Пізніше його назвали також трибун лібурн (лат. tribunus liburnarum).
Екіпаж складався з трієрарха, 44 веслярів (лат. remiges), 16 маніпуларіїв, 4 осіб морського персоналу, відповідального за командування кораблем (лат. classiari). Термін служби зазвичай становив 26 років, з III ст. — 28 років, іноді відомі й більш тривалі терміни служби. Такз надгробку маніпурія Дідіона відомо, що він служив 35 років й помер в 65. Після почесного звільнення (лат. honesta missio) вони отримували компенсацію грошима або шматком орної землі, здобуття римського громадянства і права одружуватися.